# Dérbi de Manchester
O Dérbi de Manchester é um clássico de futebol que envolve o Manchester City e o Manchester United, equipes rivais da cidade de Manchester, na Inglaterra, que ocorre desde 1881.
O City joga no estádio Etihad Stadium no leste de Manchester, enquanto o United joga no Old Trafford no distrito de Trafford, Grande Manchester; os dois estádios são separados por aproximadamente 6,4 km. As equipes jogaram 195 partidas em todas as competições, com o United vencendo 80, o City 61 e as 54 restantes empatadas. Entre os clubes de maior sucesso na Inglaterra, eles ganharam 106 prêmios combinados: 67 para o Manchester United e 39 para o Manchester City. No Ranking de pontos conquistados na história do Campeonato Inglês, o United é o quarto e o City o sexto.

## História
- Primeira partida: 3 de outubro de 1881 - Newton Heath (United) 3 a 0 West Gorton (City).
- Partida importante: 16 de abril de 2011 - Manchester City 1 a 0 Manchester United: O Jogo disputado em Wembley valendo a vaga na final da Copa da Inglaterra  foi vencido pelo Manchester City por 1 a 0, gol marcado por Yaya Touré, no Segundo tempo. Este gol levou o City a final e posteriormente com outro gol do próprio Yaya, levou o time ao titulo, fato que levou ao fim de um jejum de 35 anos sem títulos de grande importância do time azul.
- O personagem mais emblemático deste clássico, provavelmente é Denis Law, que jogou no City antes de ser vendido ao Torino em 1962. Comprado ao Torino pelo United, na temporada 1962/1963 fez o gol do empate por 1 a 1 na última rodada do Campeonato Inglês, o que levou o City à segunda divisão. Dez anos depois Law voltou ao City para fazer um gol de letra que derrotou o United na casa do rival, rebaixando-o à segunda divisão inglesa. Denis Law poderia ser sinônimo de carrasco em Manchester.
- A rivalidade produziu apelidos interessantes. Os torcedores do United costumam referir-se ironicamente aos do City como "gigantes" ou "mentirosos", já que estes costumam dizer que tem mais torcedores que o United. Já os do City referem-se ao rival como "Man Ure", uma brincadeira com as letras do nome do rival, chamam o United também de "Rags" (roupa velha), pois dizem que nos anos 50 os jogadores precisavam pedir uniformes emprestados aos do City, ou segundo outra versão, seria abreviatura de "red arrogant gits", algo como vermelhos arrogantes.
- Os torcedores do Manchester City se concentram nas áreas sul e leste da cidade de Manchester, enquanto os torcedores do Manchester United se concentram no norte e no oeste da cidade.
- Os dois grandes rivais de Manchester tem origens semelhantes, diferente de muitos clássicos de outras cidades do mundo, pois enquanto os Red Devils (United) foram fundados por operários do ramo ferroviário (eram funcionários da Lancashire and Yorkshire Railway), os Blues (City) foram fundados por paroquianos, também metalúrgicos, de Gorton, um distrito da grande Manchester.
- Na partida que marcou os 50 anos da Tragédia de Munique, em que a maior parte do time do do Manchester United morreu em acidente aéreo, foi o Manchester City que brilhou, quebrando uma grande escrita. Em pleno Estádio Old Trafford, a equipe bateu os Diabos Vermelhos por 2 a 1, no clássico da cidade, e quebrou uma escrita de 34 anos sem vencer no campo do rival. Vassell e Benjani marcaram os gols do triunfo do Manchester City, em clássico que valeu pela 26ª rodada do Campeonato Inglês 2007/2008, com Carrick descontando no fim para o Manchester United. Se não bastasse este feito, o Manchester City com isto venceu as duas partidas disputadas pela Temporada 2007/2008.
- Em 14 de maio de 2011, pela primeira vez na história do futebol inglês, dois times da mesma cidade sagraram-se campeões em um mesmo dia, quando o Manchester United sagrou-se campeão inglês e o Manchester City sagrou-se campeão da Copa da Inglaterra. No ano de 1968, mas não no mesmo dia, enquanto o United sagrou-se campeão europeu pela primeira vez, o City sagrou-se campeão inglês.
- City e United tem os dois maiores públicos da história do futebol inglês considerando jogos dos clubes em seus próprios estádios – com o City em 1934 registrando 84.569 torcedores contra o Stoke City e com o United apontando 83.260 contra o Arsenal em 1948, tendo o United jogado também em Maine Road, visto o Old Trafford estar passando por reformas nesta época.
- O recorde de torcedores do Derby em campo neutro é de 86.549, em partida disputado em Wembley, na semifinal da FA Cup, no dia 16 de abril de 2011, em jogo vencido pelo Manchester City por 1 a 0.
- Em 23 de outubro de 2011 o City goleou o rival por 6 a 1 jogando fora de casa, no Estádio Old Trafford, igualando a maior goleada da história dos clássicos, também a seu favor, registrada em 23 de janeiro de 1926.
- Os dois clubes disputaram dramaticamente até o último minuto o título inglês da temporada 2011/2012, com o City tendo vencido a sua partida contra o QPR nos acréscimos do 2º tempo e garantido o título, quando o United já o comemorava.
- Em 22 de setembro de 2013 o City goleou o arquirrival por 4 a 1, no Estádio City of Manchester, com gols de Sergio Agüero (duas vezes), Yaya Touré e Samir Nasri.
- No dia 06 de junho de 2023, Manchester City e Manchester United se enfrentaram pela primeira vez na final da Copa da Inglaterra sendo este confronto válido pela temporada 2022/2023. No estádio de Wembley, o City venceu seu rival por 2x1 e faturou o um dos títulos de seu tríplice coroa na temporada justamente contra seu arquirrival.

## Estatísticas
- (Referências): [1]

### Maiores goleadas
| Equipe vencedora  | Placar | Ano  |
| ----------------- | ------ | ---- |
| Manchester City   | 6–1    | 1926 |
| Manchester City   | 6–1    | 2011 |
| Manchester City   | 5–0    | 1955 |
| Manchester United | 5–0    | 1994 |

### Maiores Invencibilidades
Manchester City: 9 jogos; 6 vitória e 3 empates de 19/01/1952 até 03/09/1955.
Manchester United: 16 jogos; 10 vitórias e 6 empates de 03/02/1990 até 20/04/2001.

### Maiores goleadores
1. Wayne Rooney (United): 11 gols;
2. Joe Hayes (City) e Francis Lee (City): 10 gols;
3. Bobby Charlton (United), Sergio Agüero (City) : 9 gols;
4. Colin Bell (City), Eric Cantona (United), Brian Kidd (City e United), Joe Spence (United): 8 gols;
5. Dennis Viollet (United): 7 gols.

### Maiores públicos
- Com o mando do City: 75.000, City 2–0, 19 de fevereiro de 1955
- Com o mando do United: 75.970, United 1–2 City, 10 de fevereiro de 2008
- Neutro: 86.549, City 1–0 United, 16 de abril de 2011 (Estádio de Wembley)

### Torcidas
Considerando apenas os torcedores dos dois clubes na Inglaterra, o United é a maior torcida deste país, com 4.209.000 torcedores e o City a sétima, com 886.000, segundo pesquisa do Instituto Roy Morgan, em 2004. Já segundo pesquisa do Instituto Rightmove em 2012, o United teria 55% dos torcedores da cidade de Manchester e o City teria 45% da preferência dos torcedores locais.

## Títulos
Listagem de competições oficiais, nos âmbitos nacional e internacional, e respectivo número de títulos conquistados por Manchester United FC e Manchester City FC.
| Competições Internacionais                | Manchester United | Manchester City |
| ----------------------------------------- | ----------------- | --------------- |
| Taça Intercontinental / Mundial de Clubes | 2                 | 1               |
| Liga dos Campeões                         | 3                 | 1               |
| Liga Europa                               | 1                 | -               |
| Taça das Taças                            | 1                 | 1               |
| Supercopa da UEFA                         | 1                 | 1               |
| Total Internacional                       | 8                 | 4               |
| Competições Nacionais                     | Manchester United | Manchester City |
| Campeonato da Inglaterra                  | 20                | 10              |
| Copa da Inglaterra                        | 13                | 7               |
| Copa da Liga Inglesa                      | 6                 | 8               |
| Supercopa da Inglaterra                   | 21                | 7               |
| Total Nacional                            | 60                | 32              |
| TOTAL                                     | 68                | 35              |